# SW Ladies Harelbeke
Le Dames Racing Harelbeke, fondé en 1979 sous le nom DVC Kuurne, est un club belge de football féminin situé à Harelbeke dans la province de Flandre-Occidentale. 

## Histoire
Le DVC Kuurne s'inscrit, sous les couleurs orange et noir à l'Union belge de football en 1979. L'équipe débute en provinciale, en 1985, le club est promu en D1. En 1988, Kuurne joue la finale de la Coupe de Belgique mais perd  contre Herk Sport. En 1990-1991, le club termine 3e.

L’équipe continue de croître et déménage au stade Forestier, dans la ville voisine de Harelbeke. Les couleurs changent pour  le blanc et violet. DVC Kuurne a été rebaptisée DVC Zuid-West Vlaanderen en 2001. En 2005 et 2007, le club atteint la finale de la Coupe de Belgique. Les deux finales sont 3-0 respectivement contre le RSC Anderlecht et le KFC Rapide Wezemaal. En championnat, 2005-2006, c'est une bonne saison, avec une 3e place.En juin 2011, le club change à nouveau de nom et devient le VV Rassing Harelbeke. En 2011-2012, le VV Rassing Harelbeke termine 14e et dernier de la D1. Plutôt que de descendre en D2, le club décide de repartir sur de nouvelles bases, en 1re provinciale (championnat de Flandre-Occidentale). En juin 2014, le club change de dénomination et s'appelle désormais SW Ladies Harelbeke.
À l'issue de la saison 2018-2019, le club ouest-flandrien revient au niveau national.

## Palmarès
- Champion 1e Provinciale Flandre-Occidentale : 2019
- Champion 2e Provinciale Flandre-Occidentale : 2018
- Finaliste de la Coupe de Belgique (3) : 1988 - 2005 - 2007